# Simulador de combate aéreo
Um simulador de combate aéreo ou simulador de combate em voo é um jogo eletrônico (software semelhante a um simulador de voo) usado para simular aeronaves militares e suas operações. Estes jogos diferem dos simuladores de voo utilizados para treinamento de voo militar, que consistem em recriações físicas realistas da cabine da aeronave real.

## História

Captura da tela do jogo Jet, lançado em 1985, um dos primeiros do gênero Flight simulator.

Antes da ascensão dos videogames, a Sega produziu jogos para arcade que se assemelham a jogos de videogame, mas eram, de fato, jogos eletro-mecânicos que costumavam usar projeção de imagem traseira, de forma semelhante ao antigo Zootropo para produzir animações móveis na tela. Um jogo eletro-mecânico produzido pela Sega foi Jet Rocket, um simulador de voo com controles da cabine que poderia mover a aeronave em torno de um jogador onde a paisagem era exibida em uma tela, além disso, era possível atirar mísseis em alvos que explodiam quando atingidos. Em 1975, a Taito lançou um simulador arcade simulador de vídeo game, "Interceptor", um dos primeiros simuladores de voo de combate em primeira pessoa que envolvia pilotar um caça a jato, utilizando um Joystick para apontar com uma mira e atirar em aviões inimigos que se movem em diversas formações e escalas de tamanho dependendo da distância do jogador.
A primeira versão do "Microsoft Flight Simulator" (1982) possuía gráficos brutos, modelos de voos simples e uma opção de combate, durante a Primeira Guerra Mundial, com o avião de caça Sopwith Camel, como "briga de cães" (inglês: dog fighting). Esta característica foi removida do simulador após a verão 4.0, embora o próprio Camel permanecesse como um dos aviões padrão durante algum tempo. Pouco depois de Microsoft Flight Simulator foi lançado para o computador de 8 bits, Jet. Este simulador usava simples quadros gráficos e um amplo espaço para uma batalha permitindo aos jogadores usar MiGs, F-18 ou F-16. Os cinco ou seis quadros por segundo que eram sua taxa de atualização era aceitável, porém era a única coisa disponível no mercado de 8 bits da época.
Um dos mais bem sucedidos simuladores de combate aéreo lançados foi After Burner, da Sega, em 1987. Somente após os anos 2000 se viram várias editoras rivais como a NovaLogic com títulos como a série Comanche que simulava helicópteros e depois Jane's WWII Fighters que possuíam pequenas características que os títulos da Microsoft não possuíam, como danos visíveis mais detalhados. A descoberta do gênero e popularização ocorreu quando Namco lançou Air Combat, para PlayStation, que seria a continuação da série Ace Combat. A série continuaria com sequências para PlayStation 2, PSP, PlayStation 3 e Xbox 360.
Embora o interesse em massa tenha diminuído nos últimos anos o gênero ainda é popular hoje com muitos títulos especializados em determinados tipos de aeronaves, períodos históricos ou guerras. A Microsoft permanece uma das líderes de mercado. Possui atualmente três simuladores de voo de combate: Combat Flight Simulator WWII Europe Series, Combat Flight Simulator 2 WWII Pacific Theatre e Combat Flight Simulator 3: Battle for Europe. A Ubisoft também é uma das líderes do mercado com a aclamada série IL-2 Sturmovik, que alguns afirmam ser muito mais realista do que outros jogos do gênero, o primeiro dos quais foi lançado pela primeira vez em 2001.

## Tipos
Simuladores de combate aéreo geralmente são classificados de acordo com seu período histórico, tipo de aeronaves, nível de detalhes e por número de jogadores.

### Histórico
Existem diversos simuladores modernos para períodos de guerra, incluindo estes:
| Primeira Guerra Mundial | Primeira Guerra Mundial                 | Primeira Guerra Mundial | Primeira Guerra Mundial |
| Ano                     | Jogo                                    | Desenvolvedora          |                         |
| ----------------------- | --------------------------------------- | ----------------------- | ----------------------- |
| 1990                    | Red Baron                               | Sierra Entertainment    |                         |
| 1994                    | Dawn Patrol                             | Rowan Software          |                         |
| 1994                    | Wings of Glory                          | Origin Systems          |                         |
| 1996                    | Flying Corps                            | Empire Interactive      |                         |
| 1997                    | Red Baron II                            | Sierra Entertainment    |                         |
| 2007                    | First Eagles: The Great War 1918        | Third Wire              |                         |
| 2010                    | Rise of Flight: The First Great Air War | 777 Studios             |                         |
| Guerra da Coreia        |                                         |                         |                         |
| Ano                     | Jogo                                    | Desenvolvedora          |                         |
| 1999                    | MiG Alley                               | Rowan Software          |                         |
| Guerra do Vietnã        |                                         |                         |                         |
| Ano                     | Jogo                                    | Desenvolvedora          |                         |
| 1991                    | Flight of the Intruder                  | Spectrum-Holobyte       |                         |
| 2004                    | Wings Over Vietnam                      | Third Wire              |                         |
| 2009                    | Strike Fighters 2: Vietnam              | Third Wire              |                         |

| Segunda Guerra Mundial | Segunda Guerra Mundial                             | Segunda Guerra Mundial    | Segunda Guerra Mundial |
| Ano                    | Jogo                                               | Desenvolvedora            |                        |
| ---------------------- | -------------------------------------------------- | ------------------------- | ---------------------- |
| 1987                   | Aces High                                          |                           |                        |
| 1991                   | Secret Weapons of the Luftwaffe                    | LucasFilm Games           |                        |
| 1992                   | Aces of the Pacific                                | Dynamix Sierra            |                        |
| 1992                   | B-17 Flying Fortress                               | Microprose/Hasbro         |                        |
| 1993                   | Aces Over Europe                                   | Sierra                    |                        |
| 1994                   | 1942: The Pacific Air War                          | Microprose                |                        |
| 1997                   | Fighter Ace                                        |                           |                        |
| 1998                   | European Air War                                   | Microprose                |                        |
| 1998                   | Combat Flight Simulator WWII Europe Series         | Microsoft Studios         |                        |
| 1999                   | Fighter Squadron: The Screamin' Demons Over Europe | Parsoft/Activision        |                        |
| 1999                   | Jane's WWII Fighters                               | Jane's Combat Simulations |                        |
| 2000                   | B-17 Flying Fortress: The Mighty 8th               | Microprose/Hasbro         |                        |
| 2000                   | Combat Flight Simulator 2                          | Microsoft Studios         |                        |
| 2000                   | Rowan's Battle of Britain                          | Empire Interactive        |                        |
| 2001                   | IL-2 Sturmovik                                     | 1C:Maddox Games           |                        |
| 2002                   | Combat Flight Simulator 3: Battle for Europe       | Microsoft Studios         |                        |
| 2005                   | Battle of Britain II: Wings of Victory             | A2A Simulations           |                        |
| 2006                   | IL-2 Sturmovik: 1946                               | 1C:Maddox Games           |                        |
| 2011                   | IL-2 Sturmovik: Cliffs of Dover                    | 1C:Maddox Games           |                        |
| 2013                   | IL-2 Sturmovik: Battle of Stalingrad               | 1C Game Studios           |                        |

Os simuladores de guerras modernos e atuais geralmente não são classificados pelo período de guerra, mas sim como uma categoria separada de "simuladores de jato modernos" (inglês:  "modern jet simulators").

### Pesquisa
Muitos dos simuladores de combate históricos são classificados como "simuladores de pesquisa", por incluírem uma variedade de aeronaves de pesquisa a partir do período em questão, normalmente em todos os países participantes no conflito. Nos simuladores iniciais muitas usavam-se modelos de voo e painéis de instrumentos que eram pouco diferentes entre as aeronaves, porém os exemplos mais recentes têm destacado esta diferença, forçando um piloto virtual para saber cuidadosamente os pontos fortes e fracos dos vários tipos. Normalmente usam modelagem simplificada e genérica de radar, navegação e armas.

### Estudo

Versão original do cockpit da aeronave Eurofighter Typhoon.

Aviões de combate modernos e helicópteros possuem uma variedade de sistemas eletrônicos complexos e de armas que são específicos para uma determinada aeronave. Isto levou a um subgênero chamado "study yes", que se concentra na modelagem de sistemas de uma aeronave com a maior precisão possível, muitas vezes necessitando de grossos manuais que rivalizam os manuais reais em detalhes. O jogo EF 2000 pode ser uma iteração inicial de tais jogos, e quando lançado pela Digital Image Design (DID), em 1995, rapidamente ganhou um culto de seguidores, incluindo um grupo de usuários que produziu um manual detalhado online de armas e táticas. Logo depois, um esforço colaborativo  especializado entre a Eletronic Arts e a Jane's lançou títulos como  Jane's Longbow, Jane's F-15 e Jane's F/A-18.
Falcon 4.0 é talvez o maior exemplo respeitado do gênero. Esta simulação detalhada do F-16 Fighting Falcon foi baseada em uma primeira série iniciada em 1987 (Falcon). Mais tarde iterações melhoraram a fidelidade dos aviões, sistemas de armas, física e modelos de voo, que até à versão 4 foi lançado pela Holobyte Spectrum (posteriormente comercializado pela Microprose) em 1998. Oficialmente o desenvolvimento foi interrompido após algumas atualizações, mas graças à intervenção do presidente da Microprose, Gilman Louie, a comunidade assumiu o desenvolvimento de versões mais e add-ons. A partir de 2011, o desenvolvimento de Falcon 4 pela comunidade ainda é altamente ativo.
Simulações de helicóptero têm a sua própria história, começando por Gunship da Microprose em 1986. Quase dez anos depois, em 1995, a Digitial Integration lançou Apache Longbow. O jogo de helicóptero mais sofisticado até à data, só seria ultrapassado, no ano seguinte. Em 1996, o AH-64D Longbow, criado pela Origin e lançado pela Eletronic Arts como parte da série Jane's Combat Simulator. A sequência, Longbow 2, foi lançada no final de 1997, melhorando todos os aspectos do jogo, particularmente terreno e objetos. Este último foi uma das simulações a tirar proveito de gráficos acelerados por hardware, incluindo iluminação avançada, mais cedo. No ano seguinte, em 1998, a Empire Interactive lançou Enemy Engaged: Apache vs Havoc permitindo aos jogadores escolher voar tanto pelos EUA, quanto pela Rússia. Enquanto isso, a NovaLogic lançou a última iteração de sua série Comanche em 2001.
A série Digital Combat Simulator" (DCS) começou com a sua primeira versão  DCS: Black Shark, em 2008, uma série de simulações, o que só pode ser comparada com Falcon 4.0. O jogo de PC simula o helicóptero de ataque russo Kamov Ka-50 e foi desenvolvido pela Eagle Dynamics, em cooperação com a fabricante de helicópteros Kamov. A simulação apresenta um cockpit completo e detalhado do Ka-50. Todos os interruptores relevantes são modelados com precisão funcional, assim, mais de 500 comandos-chave foram mapeados.
Além da tradicional entrada-dispositivos, tais como joystick, aceleradores e pedais, DCS tem um suporte embutido para TrackIR com 6 DOF, criando (em conjunto com o cockpit 3D interativo) uma experiência muito realista.

### Jatos modernos

Captura de tela do moderno jogo F-22 Total Air War.

Este tipo inclui todos os simuladores de aviões a jato modernos. Estes simuladores podem geralmente ser classificados por seu contexto histórico ou o nível de detalhes (estudo x pesquisa). Houve muitos jogos com jatos modernos, alguns deles listados acima em Pesquisa (USNF, USAF) e Estudo (F-15, F/A-18, Falcon 4.0, Tornado). Alguns têm se concentrado em futuros caças (por exemplo, F-22 Total Air War desenvolvido pela Digital Image Design em 1998), enquanto outros têm simulados conhecidos existentes (vários baseados em AV-8 Harrier II, F-14 Defender Frota pela Microprose, F-22 3 e muitos outros). Um exemplo recente é Lock On: Modern Air Combat, que tenta preencher a lacuna de estudo/pesquisa com modelos muito detalhados dos EUA e vários aviões russos.

### Multi-jogador
A maioria dos simuladores listados só pode ser jogado por um único jogador, embora a maioria dos títulos a partir da década de 1990 tentaram incluir algum tipo de capacidade rede/multi-player. Com simuladores de combate para um jogador, tudo com excepção de aviões do próprio jogador é controlado por um software "AI" Inteligência artificial (em inglês: Artificial intelligence). Embora os jogos eletrônicos modernos possam criar um comportamento bastante inteligente e independente para os adversários ou aliados, os jogadores avançados costumam perceber ser muito previsíveis. O modo multi-jogador permitem que os jogadores se opoiam a um ou muitos jogadores humanos para uma experiência muito mais realista e desafiante. Alguns simuladores existem apenas ou principalmente em versões para internet e de vários jogadores (por exemplo, Air Warrior, o MMO Fighter Ace, WarBirds, Aces High, World War II Online, Ace Online, Tom Clancy's H.A.W.X e outros).